# Odessa A'zion
Odessa A'zion (officieel: Odessa Zion Segall Adlon, Los Angeles, 17 juni 2000) is een Amerikaans actrice. Ze staat bekend voor haar televisierollen in de CBS-serie Fam en de Netflix-serie Grand Army.

## Biografie
Odessa is afkomstig uit Los Angeles en spendeerde de helft van haar kindertijd in Boston en Neufharn, Duitsland. Ze is de dochter van de actrice Pamela Adlon en directeur Felix O. Adlon, en het middelste kind tussen Gideon en Valentine "Rocky" Adlon. Haar grootvader van vaderszijde is de Duitse filmmaker Percy Adlon en haar grootvader van moederszijde is de Amerikaanse schrijver-producer Don Segall. Don Segall was geboren in een Joodse familie. Odessa ging naar Charter High School of the Arts (CHAMPS).

## Carrière
Ze werd aanvankelijk gecrediteerd als Odessa Adlon. A'zion kreeg in 2017 haar eerste opmerkelijke rol als Liv in het vijfde seizoen van Nashville. Haar filmrollen omvatten de film uit 2018 Ladyworld en de film uit 2020 Let's Scare Julie. Ze verscheen in twee afleveringen van Wayne. Ze kreeg haar eerste hoofdrol als Shannon, de jongere zus van het personage van Nina Dobrev's, in de CBS-sitcom van Fam in 2019. In oktober 2019, er werd aangekondigd dat ze de hoofdrol zou spelen als Joey Del Marco, het hoofdpersonage uit Slut: The Play, in de Netflix-serie Grand Army uit 2020. Zij en Odley Jean kregen lovende kritieken voor hun uitvoering. In de jaren die volgde was ze te zien in meerdere films, waaronder Mark, Mary & Some Other People, Hellraiser en Until Dawn.

## Filmografie

### Film
- 2011: Conception, als interview kind
- 2018: Ladyworld, als Blake
- 2020: Let's Scare Julie, als Madison
- 2021: Supercool, als Jaclyn
- 2021: Mark, Mary & Some Other People, als Lana
- 2022: Am I OK?, als Sky
- 2022: Good Girl Jane, als Bailey
- 2022: Hellraiser, als Riley McKendry
- 2022: The Inhabitant, als Tara Haldon
- 2023: Sitting in Bars with Cake, als Corinne
- 2023: Fresh Kills, als Connie
- 2025: Until Dawn, als Nina Riley

### Televisie
- 2016: Better Things, als Defiance
- 2017: Nashville, als Liv
- 2017: What About Barb?, als Anna
- 2018: Love
- 2019: Wayne, als Trish
- 2019: Fam, als Shannon
- 2019: Milo Murphy's Law, als Orgaluth
- 2020: Day by Day, als Lili
- 2020: Grand Army, als Joey Del Marco
- 2022-2025: Ghosts, als Stephanie
- 2022: The Tiny Chef Show, als Olly